# Факультет адвокатури Національного юридичного університету імені Ярослава Мудрого
Факультет адвокатури Національного юридичного університету імені Ярослава Мудрого — один з факультетів Національного юридичного університету імені Ярослава Мудрого. Створений 27 лютого 2017 року для підготовки юристів у сфері адвокатури.